# Regina Lino
Regina Amélia d'Alencar Lino (Rio Branco, 11 de junho de 1952) é uma assistente social, socióloga e política brasileira.

## História
Filha primogênita do ex-governador do Acre e ex-deputado federal Rui Lino, começou a carreira como vereadora, em 1988. Durante o mandato, presidiu a Lei Orgânica do Município de Rio Branco, atuou pela defesa do meio ambiente, acesso aos serviços públicos e melhoria das condições de vida da população.[carece de fontes?]
Regina foi a primeira mulher a compor uma chapa da Frente Popular no Acre. Em 1992 foi eleita vice-prefeita de Jorge Viana, do Partido dos Trabalhadores (PT). Neste período, assumiu a Secretaria Municipal do Trabalho e Bem-Estar Social de Rio Branco. Como secretária, lutou pela defesa dos direitos das crianças e adolescentes, combateu a prostituição infanto-juvenil e foi uma das idealizadoras da Casa Rosa Mulher, uma instituição de apoio e defesa das mulheres.
Regina Lino também foi deputada federal entre 1997 e 1998. Como parlamentar, ocupou a vice-presidência da Comissão do Meio Ambiente, Defesa do Consumidor e Minorias da Câmara dos Deputados, dedicando-se a causas ambientais como o combate a biopirataria na Amazônia; representou o parlamento brasileiro no Parlamento Latino-Americano dos Povos Indígenas e Etnias; relatou o PL que trata da subvenção da borracha; participou da Conferência das Nações Unidas; foi indicada para compor o colégio de vice-líderes do Partido do Movimento Democrático Brasileiro (PMDB); dedicou-se a fiscalizar os atos do executivo e a defender os projetos sociais.
Na eleição de 2014, Regina Lino foi candidata a deputada federal pelo Acre pelo Partido Trabalhista Brasileiro e não foi eleita.